# Victor G. Kühnel
Victor Georg Kühnel (født 9. april 1889 i Aarhus, død 27. april 1971 i Haderslev) var en dansk maler og søn af Sophus Frederik Kühnel.
Kühnel blev uddannet på Kunstakademiet i København og hos Harald Giersing på hans malerskole.
Victor Georg Kühnel malede især landskaber og portrætter, ofte mørke og præget af en alvorsfuld stemning. Kühnel ydede en stor indsats for kunstlivet i Sønderjylland. Hans signatur er VGK.